# Конвеєрний транспорт

Стрічковий конвеєр

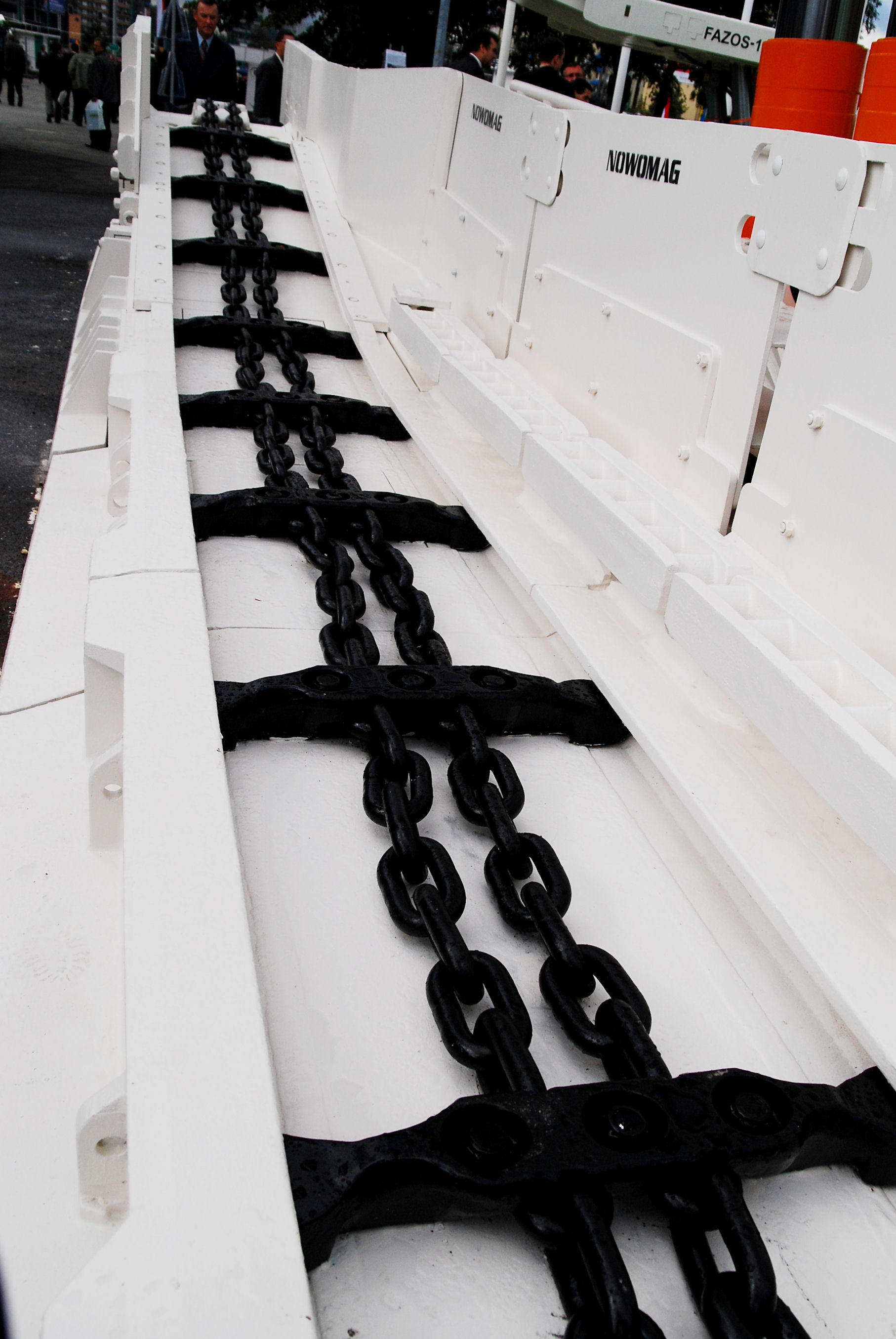
Скребковий конвеєр

Конвеєрний транспорт (рос. конвейерный транспорт, англ. conveyor transport; нім. Bandförderung f, Stetigförderung f) –
- 1) У широкому значенні — комплекс, що об'єднує конвеєри і допоміжне обладнання (наприклад, бункери, живильники та ін), технічні засоби управління, а також технічного обслуговування і ремонту. Галузі ефективного використання К.т. — на підземних роботах — переміщення вугілля, калійних і марганцевих руд з вибою до пунктів перевантаження в інш. транспортні засоби або до збагачувальної ф-ки на поверхні; на відкритих роботах — переміщення вугілля, руди і м'яких розкривних порід, що розробляються роторними екскаваторами, а також міцних порід і руд після попереднього дроблення.

- 2) Технологічний процес переміщення гірничої маси за допомогою конвеєрів на підземних і відкритих розробках родовищ корисних копалин.